# 293366 Roux
293366 Roux è un asteroide della fascia principale. Scoperto nel 2007, presenta un'orbita caratterizzata da un semiasse maggiore pari a 2,8366167 UA e da un'eccentricità di 0,0089068, inclinata di 6,82172° rispetto all'eclittica.
L'asteroide è dedicato al batteriologo francese Émile Roux.